# Foce (Amelia)
Foce è una frazione del comune di Amelia (TR).
Il paese si trova su una collina lungo la strada verso Montecastrilli, ad un'altezza di 463 m s.l.m. e a 5,5 km dal capoluogo; la frazione è occupata da 164 abitanti (dati Istat, 2001). Dalla sommità del colle si gode di un panorama che spazia dalla Tuscia al Ternano sino al Tuderte.

## Storia
Nel passato, Castrum Focis ha rivestito un ruolo strategico come punto di difesa del territorio conteso tra Amelia e Narni, dominando la via che conduceva al Ponte di Augusto.
Il castello venne probabilmente costruito da esuli provenienti dalla Corsica, fuggiti in seguito alle incursioni dei pirati saraceni.
Nonostante la rivalità tra le due città per la supremazia (a cui si unì anche Todi), Foce riuscì a dotarsi di uno statuto autonomo nel 1367. Dal 1256 al 1434 lunghi conflitti con Amelia portarono alla rovina delle mura e della rocca, ricostruite solo nel 1451; da allora, Foce rimase per lungo tempo sotto la giurisdizione amerina.

## Monumenti e luoghi d'interesse

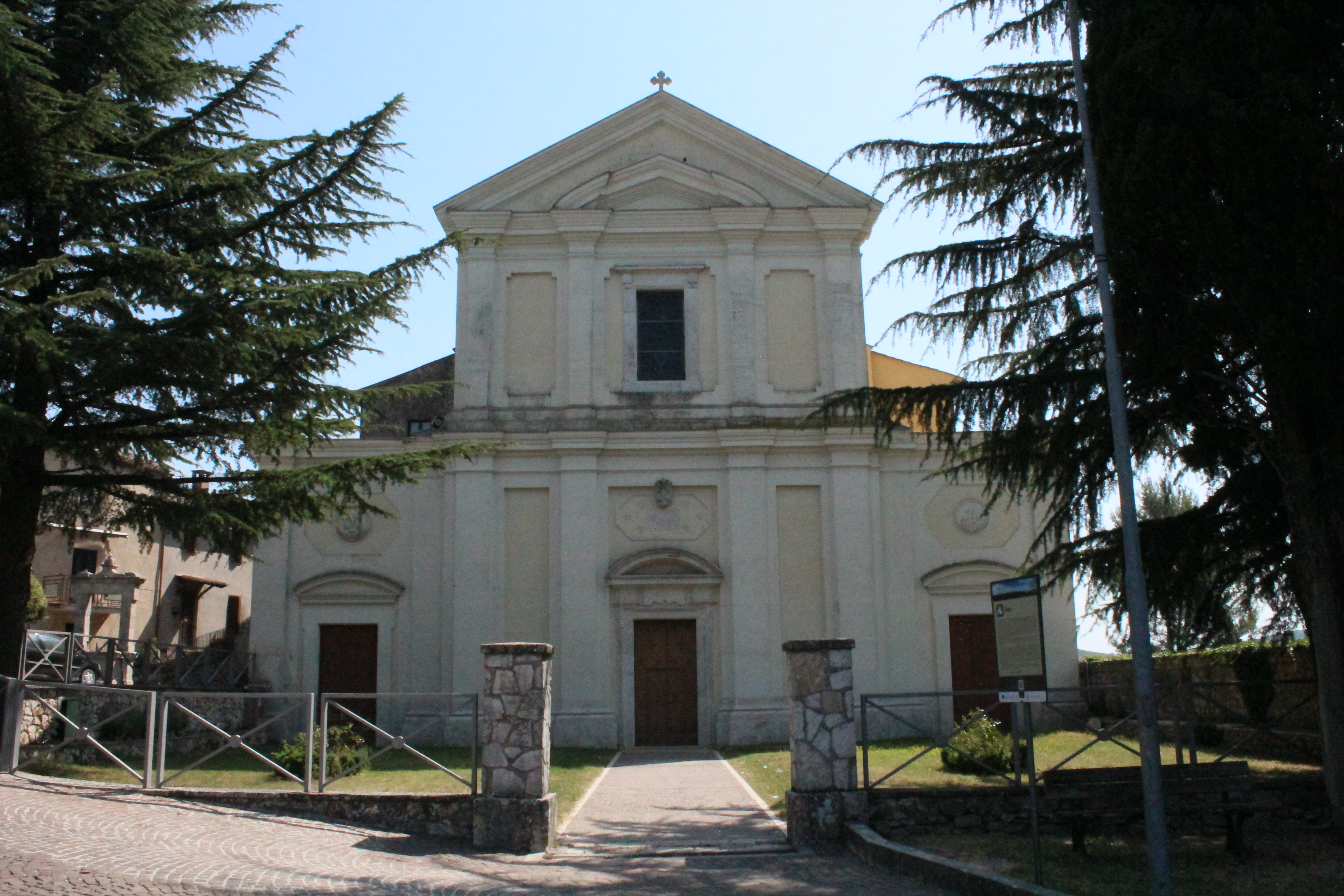
Santuario della Madonna delle Grazie

- Resti del castello, con tratti di mura e torri, la porta d'ingresso ed il pozzo civico;
- Chiesa di San Gregorio, in stile romanico e abbellita da sculture;
- Santuario della Madonna delle Grazie (1648), ove si venera un affresco della Vergine, traslato nel 1629 da un'edicola originariamente posta sulla sponda del torrente Beccio. Il 13 giugno 1859 la sacra immagine venne incoronata in seguito al nulla osta del papa Pio IX. All'interno si trova un altare di notevole fattura ed alcune tele d'epoca, tra cui una Apparizione del Sacro Cuore di Gesù a Santa Margherita Maria Alacoque, dipinta da Aristodemo Zingarini.
- Monastero cistercense di San Bernardo (1719), adibito ad ospedale durante la II guerra mondiale ed ora occupato da un resort privato.

## Cultura

### Eventi
A maggio si festeggia la Madonna delle Grazie, il cui santuario è meta di un pellegrinaggio annuale ogni 8 settembre.
Ogni agosto, inoltre, si svolge la Festa di San Bernardo.
È punto tappa del Cammino di Germanico.

## Economia
A Foce esiste una comunanza agraria nota come dominio collettivo.